# BAD COMMUNICATION
《BAD COMMUNICATION》是日本音樂組合B'z於1989年10月21日由BMG VICTOR發行的首張迷你專輯。本專輯即使在BMG ROOMS（現：VERMILLION RECORDS）成立後，發售權亦留在了BMG JAPAN。

## 簡介
- 以發行的時間來論，本張迷你專輯為B'z第一張銷量突破百萬的作品。
- 在榜週數達到了163週(1989年10月30日~1993年9月20日)，為B'z所有作品在榜週數最長的一張。
- 初發行時反應並不熱烈（首週僅銷售8700張），B'z逐漸出名後此專輯才受到關注，之後BAD COMMUNICATION一曲在舞廳大受歡迎便開始熱賣，一直到1992年3月9日，發行約2年半後銷量突破百萬。
- 首週排名12名，為Oricon所有百萬銷量唱片中，唯二首週排名沒有打進前10名的唱片(另外一張為Mr.Children第2張專輯Kind of Love)。
- 最終銷量約118.2萬張，為日本最暢銷專輯第211名。

## 收錄曲
1. BAD COMMUNICATION
2. OUT OF THE RAIN -OFF THE LOCK STYLE-
3. DA･KA･RA･SO･NO･TE･O･HA･NA･SHI･TE -OFF THE LOCK STYLE-
4. BAD COMMUNICATION　オリジナルカラオケ

## 製作人員
- 松本孝弘:吉他、全曲作曲、編曲
- 稻葉浩志:主唱、全曲作詞
- 明石昌夫:全曲編曲
- IKKIES:合聲
- Amy:合聲

## 主題曲
富士通「FM TOWNS」CM （#1）